# Zanjón y Garrapatero
Zanjón y Garrapatero är en ort i Mexiko.   Den ligger i kommunen Santo Domingo Tehuantepec och delstaten Oaxaca, i den sydöstra delen av landet, 500 km sydost om huvudstaden Mexico City. Zanjón y Garrapatero ligger 25 meter över havet och antalet invånare är 279.
Terrängen runt Zanjón y Garrapatero är kuperad åt nordväst, men söderut är den platt. Havet är nära Zanjón y Garrapatero åt sydost.  Närmaste större samhälle är Santa Gertrudis Miramar, 8,4 km nordost om Zanjón y Garrapatero. 